# 今村了介
今村 了介（いまむら りょうすけ、1929年3月10日 - 2001年3月21日）は、日本の歴史小説作家、時代小説作家。本名、今村 勝紀。

## 略歴
鹿児島県鹿児島市生まれ。中央大学専門部中退。
尾崎士郎に師事して作家活動に入る。1965年（昭和40年）、大正時代の満蒙戦争に取材した「蒼天」にて、第26回オール讀物新人賞を受賞しデビュー。寡作であるが、主に「士道小説」と呼ばれる、武士の生き様を題材とした小説を手掛けた。
2001年（平成13年）3月21日、肺梗塞にて東京都内の病院にて死去。享年72。

## 受賞歴
- 1965年 第26回オール讀物新人賞（『蒼天』）

## 作品リスト
※ 単行本の刊行順に記す。
- 曠野（1970年、新人物往来社）
- 西南戦争始末記（1976年12月、新人物往来社）
- 壮士ひとたび去って復た還らず（1980年11月、講談社、1993年12月、集英社集英社文庫） ISBN 4-08-748113-1
- 士魂烈々（1983年11月、講談社、1993年2月、集英社文庫） ISBN 4-08-749897-2